# Сиснетт, Джеймс
Джеймс Сиснетт (англ. James Sisnett; 22 февраля 1900 — 23 мая 2013) — барбадосский долгожитель, возраст которого был подтверждён Исследовательской группой геронтологии (GRG) и Групою LongeviQuest (LQ).Также являлся самым пожилым мужчиной Западного полушария, жившим в 2013 году, самым пожилым жителем Барбадоса и вторым самым пожилым из когда-либо живших мужчин-афроамериканцев, (первый — Джонсон Паркс (1884—1998), проживший 113 лет и 275 дней). Джеймс Сиснетт всю жизнь прожил на острове Барбадос. Его возраст на момент смерти составлял 113 лет 90 дней.

## Биография
Сиснетт был пятым ребенком в семье Джеймса Альберта Эгертона и Матильды Энн Сиснетт (урождённой Питт), родился на острове Барбадос в округе Сент-Джордж. После окончания школы Сиснетт обучился кузнечному делу и до самого выхода на пенсию (1970 год) проработал на фабрике, производящей сахар и сироп. В 1923 году Сиснетт женился на Аните Даулинг, в их семье родилось 5 детей. Анита умерла в 1937 году. В 1942 году Сиснетт женится на Жозефине Эвелинн от которой у него родились ещё 6 детей.
Две сестры Сиснетта также являлись долгожителями, они прожили 98 и 99 лет. В связи с ухудшением зрения в 2006 году в возрасте 106 лет Сиснетту была проведена операция по удалению катаракты.
Джеймс Сиснетт умер в возрасте 113 лет и 90 дней в своей резиденции на территории церкви Христа на острове Барбадос 23 мая 2013 года во сне.
После его смерти японец Дзироэмон Кимура стал единственным живущим на тот момент мужчиной, родившимся в XIX веке.

## См. Также
- Список старейших мужчин